# ウルスラ・ブライト
ウルスラ・メラー・ブライト（Ursula Mellor Bright、出生名：Ursula Mellor、1835年7月5日 - 1915年3月5日）は、既婚女性の財産権獲得に動いたイングランドのサフラジェットであり活動家。

## 生涯
1835年7月5日にメラー夫妻（ジョセフとキャサリン）の子どもとして生を受ける。父親、兄、そして祖父であるフレデリック・ペニントン（庶民院議員）は、女性の権利を支持していたことで知られる。1855年、彼女はマンチェスター選挙区の国会議員ヤコブ・ブライトと結婚。夫妻はマンチェスター婦人参政権協会が1867年に創立された時のメンバーである。リディア・ベッカーとともに組織の幹事を務めていた夫妻は、有権者名簿に誤って記載されていた未亡人店主のリリー・マクスウェルに、1867年11月26日に実施された予備選挙で投票するように推し進め、その甲斐あってブライトは予備選挙を勝ち切った。
1869年に伝染病法廃止を求める全国婦人協議会が立ち上げられた時、ブライトは創立メンバーの一人であった。さらには既婚女性財産委員会の会計係を務め、1882年に既婚女性財産法が可決されるまでこの活動は継続された。これは女性たちに自身の財産を掌握する権利を与える法律であった。エリザベス・キャディ・スタントンはブライトが法案を可決させた功績を認めた上で、「10年もの長きに渡り、この法案に対して特別な配慮を与え、請願書を集めたり、パンフレットをばら撒いたり、会合を開いたりなどしてたゆまぬ努力を続けてこられた」と記している。既婚女性財産法の成立はとても重要であった。その理由としてこの法律が制定されるまで、ブライトは既婚女性に参政権が必要であることなど考えもしなかったからである。
彼女は地方選挙で女性に参政権を与えることなどを盛り込んだ1894年の地方自治法の成立を確実なものにしたと見なされている。これにより、女性も教会区、もしくは地区評議会議員に立候補することができるようになった。

## 私生活

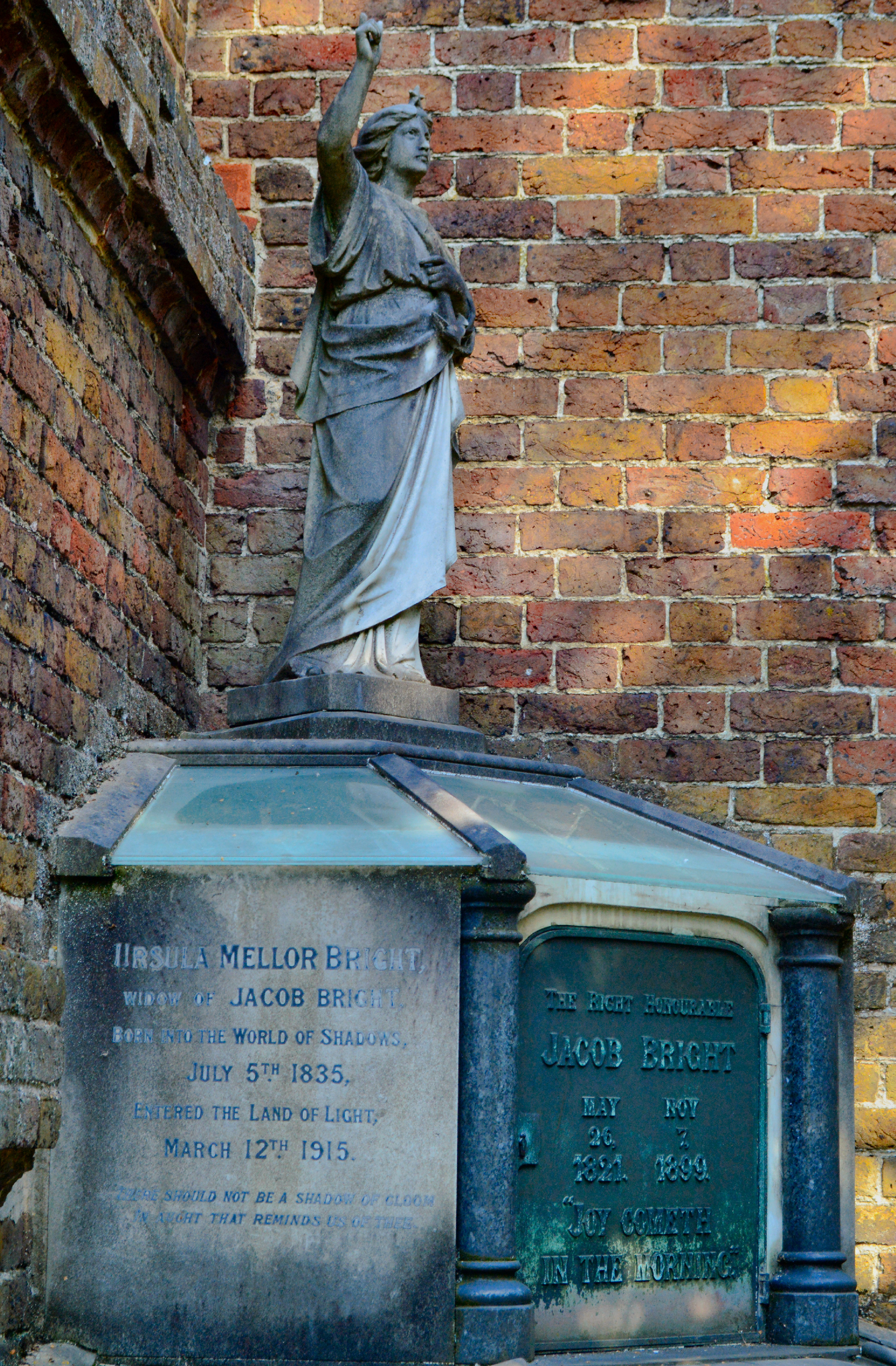
エッシャーのセント・ジョージ教会にあるブライト家の記念碑

ブライトは5人の子どもを儲けたが、2人の息子が生後2週間以内にジフテリアで亡くなっている。さらに2人の息子が生まれたのに続いて、1868年には娘のエステルが誕生している。
ブライトの義兄姉妹にはジョン・ブライト（庶民院議員）、プリシラ・ブライト・マクラーレンやマーガレット・ブライト・ルーカスなどがおり、ブライトとはあらゆる政治的信条を共有していた。
1890年代にブライトは神智学に興味を抱き始め、娘の友人であったアニー・ペサントに3000ポンドを寄付した。菜食主義者でもあった。
暫くの間、変形性関節症を患っていたブライトは、1915年3月15日にケンジントンの自宅でその生涯を終えた。変形性関節症を患っていた影響で女性参政権運動への関与が妨げられたが故に、新聞記事の死亡欄には彼女の選挙運動に関するものは殆ど言及されていなかったと伝記作家のエリザベート・クロフォードは記している。エッシャーにあるセント・ジョージ教会にはヤコブとウルスラの記念碑がある。